# Пердью, Беверли
Беверли Ивз «Бев» Пердью (англ. Beverly Eaves «Bev» Perdue, 14 января 1947, Гранди, Виргиния) — американский политик, представляющий Демократическую партию. 32-й вице-губернатор штата Северная Каролина в 2001—2009 годах. 73-й губернатор штата Северная Каролина (первая женщина на этой должности).

## Биография

### Ранние годы
Беверли Марлен Мур родилась в Гранди, штат Виргиния в семье Альфреда и Ирен Морфилд Мур. Её отец был шахтёром, впоследствии ставший главным исполнительным директором предприятия. В 1969 году Пердью получила степень бакалавра истории в университете Кентукки, а также степень магистра педагогики в 1974 году и степень доктора философии в 1976 году во Флоридском университете.

### Политическая карьера
Пердью была членом Палаты представителей штата Северная Каролина от Демократической партии с 1987 по 1991 год и членом Сената штата с 1991 по 2001 год от округа Крейвен.
На протяжении трёх последних двухлетних терминов в Сенате штата Пердью была главой бюджетного комитета и стала первой женщиной, занявшей этот пост. В этот период времени Генеральная ассамблея штата увеличила зарплату учителям. Пердью вела дебаты по созданию целевого фонда «Чистая вода» (англ. North Carolina's Clean Water Management Trust Fund). Она также боролась за введение дополнительных преимуществ для пожилых людей.
Беверли Пердью была членом юридического комитета палаты представителей, а также председателем сенатского комитета по образованию.
В 2000 году она победила республиканку Бэтси Кохрэн на выборах вице-губернатора, став первой женщиной вице-губернатором Северной Каролины, а в 2004 году она была переизбрана на эту должность. Наиболее значительным законом, принятым во время её пребывания на этой должности, был закон об учреждении в штате образовательной лотереи (англ. North Carolina Education Lottery).

### Губернатор Северной Каролины
1 октября 2007 года в городе Нью-Берн Беверли Пердью выдвинула свою кандидатуру на пост губернатора штата Северная Каролина. На выборах, состоявшихся 4 ноября 2008 года, Пердью победила своего соперника, мэра города Шарлотт Пэта МакКрори, набрав 50,3 % голосов избирателей против 46,9 % у МакКрори.
10 января 2009 года Пердью была приведена к присяге в качестве 73-го губернатора штата Северная Каролина. На инаугурации она объявила, что не будет добиваться переизбрания на второй срок.

### Личная жизнь
Беверли Пердью является прихожанкой Епископальной церкви. До прихода в политику она работала администратором и консультантом больницы.
Пердью живёт в Чапел-Хилл, Северная Каролина, а раньше жила в Нью-Берне. С 1997 года она замужем за Бобом Ивзом. От предыдущего брака с Гэри Пердью (с 1970 по 1994 годы) она имеет двух взрослых сыновей, Гаррета (р. 1976) и Эммета (р. 1979).